# Gabriela Moreschi
Gabriela Goncalves Dias Moreschi (født 8. juli 1994 i Brasilien) er en brasiliansk håndboldspiller, som spiller for Larvik HK i Norge.